# Füllschriftverfahren
Das Füllschriftverfahren (auch Rheinsche Füllschrift) wurde in der Zeit von 1944 bis 1948 von Eduard Rhein (1900–1993) entwickelt. Damit wird die Spieldauer von Schallplatten bedeutend erhöht. Dazu werden die Abstände der Rillenflanken der Schallplatte zueinander verringert, abhängig vom momentanen Pegel (Lautstärke) der Aufnahme. Bei geringem Pegel werden die Rillenflanken durch die Rillensteuerung enger aneinander geschnitten.
Bei der vorher üblichen Normalschrift war die Steigung der Rille dagegen konstant und fest vorgegeben. Abhängig vom höchsten Pegel musste der Rillenabstand starr eingehalten werden, was jedoch an den leisen Stellen große Abstände und damit mehr Verlust an benutztem Trägermaterial bedeutete. Dadurch war die mögliche Spieldauer von Schallplatten lange Zeit eingeschränkt.
Die von Eduard Rhein erfundene Rillensteuerung war nur möglich, wenn die Aufnahmen zunächst auf Band festgehalten wurden. Es wurden zusätzlich zwei magnetisierbare rotierende Metallscheiben so als „Kurzzeitgedächtnisse“ eingesetzt, dass die Lage und die Amplituden der jeweils schon aufgenommen und geschnittenen Phase und der noch zu schneiden Phase berücksichtigt wurden. Da zum Zeitpunkt der Erfindung digitale Aufnahmen noch nicht möglich waren, geschah die Bearbeitung analog, wobei das von Rhein entwickelte Gerät am Ende 56 Röhren benötigte.
Das Verfahren wurde im Jahre 1942 von Teldec zum Patent angemeldet und unter der Nummer DBP 966210 patentiert. Das (stereotaugliche) Verfahren bildet eine der Grundlagen für die Langspielplatte. Zusammen mit der schmalen Mikrorille ermöglicht die Füllschrift eine Spieldauer von bis zu 25 Minuten pro Seite.
Das zu Beginn der 1950er verbreitete Signet mit dem werbewirksamen Wort Füllschrift suggerierte bei den Kunden fälschlicherweise auch, dass der Klang hierdurch „voller“ sei.